# La Puente
La Puente je město v okrese Los Angeles ve státě Kalifornie ve Spojených státech amerických.
K roku 2010 zde žilo 39 816 obyvatel. S celkovou rozlohou 9 km² byla hustota zalidnění 4 400 obyvatel na km².